# 基督教辨惑學
基督教辨惑学（英語：Christian apologetics，这个词来源于希腊语词汇，意为“以言语辩护”），或称基督教护教学、基督教卫理学，是基督教神学的一个分支领域，主要是为了展现基督教信仰的理性基础，针对批评而进行辩护，并揭露其他类型世界观中可察觉的缺陷。基督教辨惑学具有多种形式。从使徒保罗开始以来的若干世纪里，相关人物包括俄利根、奥古斯丁等作家以及为现代教会团体做出贡献的G·K·切斯特顿、C·S·刘易斯等。辨惑家以历史证据、哲学逻辑论证、科学发现以及其他学科的论证为基础，站在基督教的立场上进行辨惑。术语“基督教辩论术”（Christian polemics）则被用于表示护教士批判、攻击其他信仰系统的方式。

## 圣经对辨惑学的推动
在历史上，多篇《圣经》经文都推动了基督教辨惑学的形成与发展。
另外一篇常被基督教辨惑学引用的经文是《以赛亚书》（《以賽亞書》第1章第18节参）中涉及的上帝之约：“上主说：‘你们来，我们彼此辩论。’”
其他被用于基督教辨惑学基础的经文还包括《诗篇》第19篇，其开头是“诸天述说神的荣耀。穹苍传扬他的手段”（《詩篇》第19篇至第1篇参），还有《罗马书》：“自从造天地以来，神的永能和神性是明明可知的，虽是眼不能见，但借着所造之物，就可以晓得，叫人无可推诿。”（《羅馬書》第1章第20节参）

## 历史
早期的基督教辨惑家包括游斯丁、俄利根和《丢格那妥书》的作者（姓名不详）。希波的奥古斯丁也是教父时期有显著影响力的辨惑家。
托马斯·阿奎纳是天主教会一位有影响力的哲学家，他在其著作《神学大全》里展示了其对天主存在的五点论述。托马斯的另一作品《哲学大全》也是其主要的辨惑学著作。
法国宗教哲学家（同时也是数学家、物理学家）布莱兹·帕斯卡在其《思想录》（Pensées）概述了一种辨惑学的途径：“人类轻视宗教。他们憎恨并害怕它，这是事实。为了治疗这些人，我们必须先显示宗教与理智并非背道而驰，反而它是可敬的，激发对宗教的尊敬；然后我们必须使它值得被爱，让人们盼望其是实实在在的；最终，我们必须证明宗教是实实在在的。”

### 辨惑学的现状
直到今天，基督教辨惑学还在以多种形式继续发展。天主教会的G·K·切斯特顿、罗纳德·诺克斯（Ronald Knox）、卡尔·基廷（Karl Keating）、圣公会的C·S·刘易斯（现在的“刘易斯三难窘境”（Lewis's trilemma）就是由他普及的）、福音派的诺曼·盖斯勒（Norman Geisler）、路德宗（即信义宗）的约翰·瓦里克·蒙哥马利（John Warwick Montgomery）和长老会的弗朗西斯·谢弗（Francis Schaeffer）都是20世纪最为知名的基督教辨惑家。此外，戈登·克拉克（Gordon Clark）和科尼利厄斯·凡·蒂尔（Cornelius Van Til）则开创了被称为“前提主义”（presuppositionalism）的哲学新学派，这一学说在加尔文主义圈内比较流行。其他较为知名的辨惑学学者包括约什·麦克道威尔（Josh McDowell）、拉维·扎克莱亚斯（Ravi Zacharias）、休·罗斯（Hugh Ross）、李·斯特罗贝尔（Strobel）、雨果·安东尼·梅内尔（Hugo Anthony Meynell）、提摩西·J·凯勒（Timothy J. Keller）、阿尔文·普朗廷葛（Alvin Plantinga）、威廉·莱恩·克雷格（William Lane Craig）和皮特·克里夫特（Peter Kreeft）。

## 种类
基督教辨惑学有多种风格，并具有不同的思想流派。主要的类型包括：历史和律法辨惑、预先假定辨惑、哲学辨惑、预言辨惑、教条辨惑、圣经辨惑、道德辨惑以及科学辨惑。下面将介绍概括性的信息以及论述，这些介绍将不会过于繁琐、深究。

### 历史和律法辨惑
许多逻辑论述都是由律法学者，例如西蒙·格林利夫（Simon Greenleaf）、约翰·瓦里克·蒙哥马利等提出，他们宣称西方法律标准对耶稣复活的真实性持支持态度。此外，法学权威对于耶稣复活的意见引起了关注。
基督教学者埃德温·M·山内（Edwin M. Yamauchi）为基督教的起源辩护，反对异端的神话假说（myth hypothesis）。

### 对神迹的辩护
C·S·刘易斯、诺曼·盖斯勒、威廉·莱恩·克雷格以及其他从事律法体系辩惑的学者认为基督教神迹是合理的、真实的，而无论全能的造物主被假定在哪里。

### 预言的应验
在皮特·斯通纳（Peter Stoner）的作品中，他论辩说只有上帝知晓未来，圣经对于未来的令人信服的预言已经应验。
辨惑家约什·麦克道威尔引用《旧约圣经》的文献来说明其中的预言已经在基督的家世、出生地、其母的未婚先孕、神迹、死亡方式以及复活等事件中得到应验。
布莱兹·帕斯卡则相信，预言的应验是基督教最有力的证据。他注意到，基督不仅预言未来，自己也被前人预言，这一点与其他宗教不同，而且这些预言来自于跨越四千年的时间里不同的人。

### 圣经辨惑学
圣经辨惑学关注的方面主要是圣经的作者及其成书日期，以及圣经无错谬的观点。此外，基督教辨惑家也关注圣经的不同版本。持圣经无错谬观点的学者包括罗伯特·迪克·威尔逊（Robert Dick Wilson）、格里森·阿切尔（Gleason Archer）诺曼·盖斯勒以及R.C.斯普劳尔。另外，还有一些为圣经特定章节辨惑的文献材料。
一些作者坚持福音书的可靠性，例如克雷格·布朗伯格（Craig Blomberg）著有《福音书的史实可靠性》（The Historical Reliability of the Gospels），马克·D·罗伯茨（Mark D. Roberts）著有《我们能相信福音书吗？》（Can We Trust the Gospels?）。

### 哲学辨惑
哲学辨惑主要关注上帝存在与否的论证，尽管它不是专门研究这一领域。这样，它并不着力论证基督教更优于其他宗教，而仅仅是为所有的崇拜创造神（Creator deity）的宗教辩护。创造神的全能（omnipotence）、全知（omniscience）或多或少地被加以强调。一些支持“干涉的”（interventionist）上帝，另外一些人则同等对待上帝的自然神论概念。它们不支持多神教，但是可以被用来描述最开始的上帝创造了其他的神。然而，这一论述也仅仅对最开始的上帝（原始动力（Primum movens）、纯粹行动（Actus purus）、不动的动者（Unmoved mover））起作用。

#### 前設論辨惑学
前設論（presuppositionalism）辨惑学宣称前提是任何哲学立场的根本，基督徒不可能利用某种「中立」的假设向非基督徒论证基督教的原理。前提主义辨惑学主要有两个主要流派，分属哥尼流‧范‧泰爾（及其学生格雷格‧巴恩森（Greg Bahnsen）、约翰‧弗雷姆（John Frame））和戈登‧哈登‧克拉克（Gordon Haddon Clark）。
范‧泰爾常引用荷兰加尔文主义哲学家、神学家（例如D. H. Th. Vollenhoven，Herman Dooyeweerd，Hendrik G. Stoker，Herman Bavinck，and Abraham Kuyper）的作品，但并不总是同意他们的观点。巴恩森将范‧泰爾研究基督教辨惑学的途径描述为「指出了基督徒和非基督徒根本原则的分歧」，进而展示非基督徒原则、信念的荒谬性。在实际中，这一派采用了被称为“关于上帝存在的超越性论证”（Transcendental argument for the existence of God, TAG）的论证方法。
克拉克则认为，宗教经典构成了基督教思想的公理，这点不容置疑，尽管这些经典的连贯性、一致性尚有讨论空间。这样观点的结果就是上帝的存在无法得到证明，无论是通过经验的途径还是通过哲学的论证。在《知识的辩护》（The Justification of Knowledge）中，加尔文主义神学家罗伯特·L·雷蒙德（Robert L. Reymond）认为信徒应当避免尝试这样的证明。

### 道德辨惑学
道德辨惑学宣称实际的道德义务责任确实是事实。天主教神学家皮特·克里夫特说：“我们在事实上，真诚地、客观地有义务行善，而避免作恶。”道德辨惑学强调对于人的罪以及他们需求救赎的论证。这样的例子可以是乔纳森·爱德华兹在其讲道中说过的：“罪人在愤怒的上帝手中。”（Sinners in the Hands of an Angry God.）“四个精神法则”（The Four Spiritual Laws）是另一个很好的例子。

### 科学辨惑学
许多基督徒认为科学和圣经之间并非互相对立，反而，科学事实支持了基督教辩惑学。《天主教教理》（Catechism of the Catholic Church）宣称：“关于世界与人类起源的问题已经是众多科学研究的对象，它们极大地丰富了我们的知识……科学发现让我们对创造者的崇敬之意更加强烈。”例如，神学家、数学家马兰·梅森在他的辨惑学著作中将天体体制作为论证的证据，而利玛窦在中国从事科学辨惑。更近一些时候，大爆炸理论也被用来支持基督教辨惑。
一些基督教辨惑家试图协调基督教和科学在起源问题上的矛盾。神导演化论强调，传统宗教关于上帝的说教与现代科学关于生物进化的理论之间是兼容的，因为创造者上帝使用了进化来实现他的计划。丹尼斯·拉穆勒（Denis Lamoureux）在他的《进化的创造：通向进化论的基督教途径》（Evolutionary Creation: A Christian Approach to Evolution）宣称：“世界起源的观点同时符合基督教圣经的宗教信仰以及宇宙的科学理论、进化论。这一观点主张创造者创立并维护了自然的规律，包括了目的进化论的机制。”
关于基督教-进化论合一的最激进的例子是神学家、考古学家德日进，他希望利用科学来辨惑，不过他的观点不久就被天主教会谴责。

### 创造论辨惑学
年轻地球创造论根据圣经认为地球的年龄小于10,000岁，科学并未证明世界的年龄比这个数值更大。年轻地球创造论学者同时也涉猎前面提到的圣经辨惑学的观点，考虑诸如创世记关于原始历史的内容（《創世記》第1章第11节参），例如玛土撒拉的年龄跨度、大洪水、巴别塔。
另一方面，古老地球创造论（Old Earth creationism）则相信，圣经中提到的六天创世与认为宇宙有十亿年历史的科学共识能够和谐共处。根据诗篇（《詩篇》第90篇至第4篇参）、彼得后书（《彼得後書》第3章第8节参），时间“一日如千年，千年如一日”。如果1000这个数字被阐释为另一个任意大的数字，正如文中暗示的，那么地球的实际年龄就变成了一个科学的事物，而非宗教辩论。然而，这不是唯一的阐释，古老地球创造论学者休·罗斯把创世六天的每一天都看作是很长的实际，这样做是由于希伯来语词汇具有多种释义以及其他关于创世的圣经章节。